# ويب سايت
ويب سايت (بالإنجليزية: WebCite)، هو موقع ارشيفي يستخدم عند الطلب، مصمم للاحتفاظ رقميًا بالمواد العلمية والتعليمية المهمة على الويب من خلال عمل لقطات لمحتويات الإنترنت كما كانت موجودة في الوقت الذي استشهد فيه المدون أو الباحث أو اقتبس منه. تتيح خدمة الحفظ إمكانية التحقق من المطالبات التي تدعمها المصادر المذكورة حتى عند مراجعة صفحات الويب الأصلية أو إزالتها أو اختفائها لأسباب أخرى، وهو تأثير يُعرف باسم تعفن الارتباط.
في وقت ما بين 9 و 17 يوليو 2019، توقف الموقع عن قبول طلبات الأرشفة الجديدة. اعتبارًا من فبراير 2021، استمرت في عدم قبول طلبات الأرشفة الجديدة، لكنها استمرت في خدمة الأرشيفات الحالية.

## ميزات الخدمة
يمكن الاحتفاظ بجميع أنواع محتوى الويب، بما في ذلك صفحات الويب بتنسيق HTML وملفات PDF وأوراق الأنماط وجافا سكريبت والصور الرقمية. يقوم أيضًا بأرشفة البيانات الوصفية حول الموارد التي تم جمعها مثل وقت الوصول ونوع MIME وطول المحتوى.
ويب سايت هو اتحاد تجاري غير ربحي يدعمه الناشرون والمحررين، ويمكن استخدامه من قبل الأفراد دون مقابل.  كانت واحدة من أولى الخدمات التي تقدم أرشفة عند الطلب للصفحات، وهي ميزة تم تبنيها لاحقًا من قبل العديد من خدمات الأرشفة الأخرى، مثل archive.today وواي باك مشين. انها لا تفعل الزحف صفحة الويب.

## التاريخ
تم تصميمه في عام 1997 من قبل غانثر آيزنباخ، وتم وصفه علنًا في العام التالي عندما أعلنت مقالة عن مراقبة جودة الإنترنت أن مثل هذه الخدمة يمكن أن تقيس أيضًا تأثير الاقتباس على صفحات الويب. في عام 1999 تم إنشاء خدمة تجريبية على العنوان webcite.net. على الرغم من أن الحاجة إلى ويب سايت قد انخفضت عندما بدأ كوكل كاج في تقديم نسخ جوجل قصيرة المدى لصفحات الويب ووسع أرشيف الإنترنت عملية الزحف (التي بدأت في عام 1996)،  كان الموقع هو الوحيد الذي يسمح «أرشفة عند الطلب من قبل المستخدمين» كما قدم ايضاً واجهات للمجلات العلمية والناشرين لأتمتة أرشفة الروابط المقتبس منها، في بداية عام 2008 قامت أكثر من 200 مجلة بشكل روتيني بدأت تستخدم ويب سايت.
حاول الموقع أن يكون عضوًا في الاتحاد الدولي للحفظ على الإنترنت (IIPC) لكن لم يحالفهم الحظ. في رسالة 2012 على تويتر، علق آيزنباخ أن «ويب سايت ليس لديه تمويل، و IIPC تتقاضى 4000 يورو سنويًا كرسوم عضوية سنوية.»  ويب سيت «يغذي محتواه» لمشاريع الحفظ الرقمي الأخرى، بما في ذلك أرشيف الإنترنت.

## جمع التبرعات
أدار ويب سايت حملة لجمع التبرعات باستخدام صندوق رازر اعتبارًا من يناير 2013 بهدف جمع 22,500$ ، وهو مبلغ ضروري للحفاظ على الخدمة وتحديثها بعد عام 2013. اعتبارًا من 2013 لم يقرر بعد ما إذا كان ويب سيت سيستمر كمنظمة غير ربحية أو كيان هادف للربح.

## استعمال
الموقع يسمح بالأرشفة عند الطلب، يتم أرشفة الصفحات فقط إذا طلبها المؤلف أو الناشر ذلك، لكن لن تظهر أي نسخة مخبأة في بحث ويب سيت إلا إذا قام المؤلف أو شخص آخر بتخزينها مؤقتًا مسبقًا.

## نموذج العمل
مصطلح «ويب سايت» هو علامة تجارية مسجلة. لا تفرض أي رسوم على المستخدمين الفرديين ومحرري المجلات والناشرين  مقابل استخدام خدماتهم، لكن يكسب الموقع عائدًا من الناشرين الذين يرغبون في «تحليل منشوراتهم واستشهادها بأرشفة مراجع الويب»،  وأيضاً من جمع التبرعات.

## قضايا حق المؤلف
تحتفظ ويب سايت بالحق القانوني بأن أنشطة الأرشفة الخاصة بها مسموح بها بموجب مبادئ حقوق النشر الخاصة بالاستخدام العادل والترخيص الضمني. يصرح ويب سايت بأن التخزين المؤقت لصفحات الويب وأرشفتها لا يعتبر انتهاكًا لحقوق الطبع والنشر.

## روابط خارجية
- الموقع الرسمي